# GWAR
GWAR er et amerikansk thrash metal/punk rock-band som startede i 1984, i Richmond. Det er kendt for sine gyserfilm-inspirerede kostumer og sine sjofle sangtekster. GWAR er kendt for deres provokerende/humoristiske live-shows. Deres kolde humor med blod, splatter, ægte pis på publikum, rive en baby over, hugge hovedet af adskillige kendisser (f.eks. Lady Gaga, Elvis Presley, George Bush og Marilyn Manson)  [kilde mangler]

## Medlemmer
- Michael Bishop (Blothar) – vokal (2014–i dag), bas (live, 2014–i dag), (Beefcake the Mighty) - bas (1987–1993, 1998–1999)
- Mike Derks (Balsac the Jaws of Death) – rytmeguitar, bagvokal (1988–i dag)
- Brad Roberts (Jizmak Da Gusha) – trommer, percussion (1989–i dag)
- Jamison Land (Beefcake the Mighty) – bas, bagvokal (2011–i dag)
- Brent Purgason (Pustulus Maximus) – leadguitar, bagvokal (2012–i dag)
- Bob Gorman (Bonesnapper) - bagvokal (1995-1996, 2014–i dag)
- Matt Maguire (Sawborg Destructo) - bagvokal (1995-1996, 2009–i dag)

### Tidligere medlemmer
- Joe Annaruma (Joey Slutman) - lead vocals (1985-1986)
- Ben Eubanks (Johnny Slutman) - lead vocals (1984)
- Dave Brockie (Oderus Urungus) (died 2014) - guitars (1984-1986), lead vocals (1986-2014)
- Steve Douglas (Balsac the Jaws of Death) - guitars (1987-1988)
- Dewey Rowell (Flattus Maximus) - guitars (1987–1991)
- Pete Lee (Flattus Maximus) - guitars (1992–1998)
- Tim Harriss (Flattus Maximus) - guitars (1998–1999)
- Zach Blair (Flattus Maximus) - guitars (1999–2002)
- Cory Smoot (Flattus Maximus) (died 2011) - guitars (2002–2011)
- Russ Bahorsky (Mr. Magico) - guitars (1984)
- Ron Curry (Stephen Sphincter) - guitars (1985-1986)
- Greg Ottinger (Cornelius Carnage) - guitars (1986-1987)
- Todd Evans (Beefcake the Mighty) - bass (2002-2008)
- Casey Orr (Beefcake the Mighty) - bass (1994-1997, 1999-2002, 2008-2011)
- Chris Bopst (Balsac) - bass (1984-1987)
- Steve Hainesworth (Smegstak) - bass (1987)
- Sean Sumner (died 1996) - drums (1984)
- Jim Thomson (Hans Sphincter / Hans Orifice) - trommer (1985-1987, 1989)
- Rob Mosby (Nippleus Erectus) - trommer (1987-1988)
- Pete Luchter (Lee Beato) - trommer  (1989)
- Danielle Stampe (Slymenstra Hymen) - female vocals, fire breathing, fire dancing   (1988 - 2000)
- Kim Dylla (Vulvatron) - female vocals (Fall Tour 2014)

### Live og session-medlemmer
- Barry Ward (Balsac the Jaws of Death) - guitars (1991)
- Brian Fechino (Flattus Maximus) - guitars (1992)
- John Cobbett (Testa Sickles) - guitars
- Nick Hawkins (Shredda "Ball" Cheeze) (died 2005) - guitars, keyboards
- Dave Musel (Müsel) - keyboards (1986-1999)
- Mike Delaney (Sexecutioner) - backing vocals (1985-1986)
- Chuck Varga (Sexecutioner) - backing vocals (1989-1995, 2001)
- Michael D. Moore (Sluggo P. Martini) - backing vocals
- Hunter Jackson (Techno Destructo / Scroda Moon) - backing vocals (1984-2000)
- Danielle Stampe (Slymenstra Hymen) - backing vocals, fire dancing, fire breathing (1988-2000, 2002, November 2008, August 2014)
- Don Drakulich (Sleazy P. Martini) - backing vocals (1987-1995, 2007-2009, 2014, 2017-)
- Heather Broom (The Temptress) - dancer (1986)
- Lisa Harrelson (Gwar Woman) - dancer (1987-1988)
- Colette Miller (Amazina) - dancer (1986-1987)

### GWAR slaver
GWAR Slaves er medlemmer af gruppen GWAR, der er involveret i forskellige ikke-musikalske aspekter (selvom mindst fire af slaverne har sunget i GWAR- eller GWAR-relaterede projekter) af gruppen som f.eks. Prop / kostumefremstilling, skrivning, illustration og mere. Slaverne er dem der spiller GWAR-fjender som Gor-Gor og Cardinal Syn på scenen. De bærer kostumer, selvom de ikke er så udførlige som musikerne i bandet. De længste tjenende slaver i GWAR er Scott Krahl, Bob Gorman og Matt Maguire. Mike Bonner og Hunter Jackson (Techno Destructo / Scroda Moon) var også langsigtede medlemmer, men har siden forladt gruppen.
Den nuværende opstilling af slaver er
- Matt Maguire ("Mattron"/"MX2")
- Bob Gorman ("Muzzle Slave")
- Scott Krahl ("Cock & Balls Slave")

## Diskografi
- Hell-O (1988)
- Scumdogs of the Universe (1990)
- America Must Be Destroyed (1992)
- This Toilet Earth (1994)
- Ragnarök (1995)
- Carnival of Chaos (1997)
- We Kill Everything (1999)
- Violence Has Arrived (2001)
- War Party (2004)
- Beyond Hell (2006)
- Lust in Space (2009)
- Bloody Pit of Horror (2010)
- Battle Maximus (2013)
- The Blood of Gods (2017)